# Mörkegöl (Näshults socken, Småland)
Mörkegöl är en sjö i Vetlanda kommun i Småland och ingår i Emåns huvudavrinningsområde.